# VW Typ 82
Der als Kübelwagen bezeichnete VW Typ 82 ist ein auf Basis des KdF-Wagens konstruiertes Kraftfahrzeug der Wehrmacht mit offener, kantiger Karosserie und Heckantrieb. Von August 1940 bis April 1945 wurden im Volkswagenwerk bei Fallersleben 50.788 Stück in verschiedenen Ausführungen hergestellt. Nach Kriegsende wurde der Typ 82 unter der Bezeichnung Typ 21 für kurze Zeit aus Restteilen unverändert weitergebaut.

## Geschichte
Nach dem Ausbruch des Zweiten Weltkriegs und der damit einhergehenden Umorientierung der Wirtschaft im nationalsozialistischen Deutschen Reich auf die Produktion von Rüstungsgütern wurde der aus dem KdF-Wagen abgeleitete Geländewagen gebaut. Der Typ 82 war mit 50.788 Stück der meistgebaute Typ dieser Wagen (von 1940 bis 1945 mit geringen Änderungen, vor allem unter Weglassen unnötiger Teile wie Winker, Lampen usw.).
Auf Anregung des Heereswaffenamtes begann 1938 die Porsche KG mit der Weiterentwicklung des KdF-Wagens zu militärischen Zwecken. Dabei legte das Heereswaffenamt folgende Anforderungen fest: offene Karosserie, Gesamtgewicht 950 kg (Fahrzeug 550 kg + 400 kg für drei Mann mit Ausrüstung), geringe Bauhöhe, Möglichkeit der Produktion großer Stückzahlen bei möglichst geringen Fertigungskosten. Diese Maßnahme war Teil des 1939 verabschiedeten Schell-Plans, der eine Rationalisierung der Fahrzeugproduktion zum Ziel hatte. Mit dem neuen Fahrzeug sollten die verhältnismäßig teuren und komplizierten leichten Einheits-Pkw der Wehrmacht ersetzt werden. So wurde Wert auf minimale Material- und Produktionskosten gelegt. Ende 1939 waren die ersten Prototypen des neuen Geländewagens mit der kantigen Karosserie als Typ 62 fertiggestellt. Die ursprünglich für hunderttausende Deutsche über einen Sparvertrag geplante Herstellung ziviler „KdF-Wagen“ wurde bei Kriegsbeginn nach 210 Fahrzeugen ausgesetzt: Die durch den Kriegsausbruch bedingte Inanspruchnahme des Volkswagenwerkes für die Rüstungsproduktion bedeutete das Ende der Pläne für eine Serienfertigung der zivilen Variante des Autos. Die neue Serienproduktion des Nachfolgers VW Käfer begann erst nach dem Krieg.
Nach weiteren Testfahrten und Änderungen am Typ 62, die unter anderem ein Radvorgelege für höhere Bodenfreiheit und größeres Raddrehmoment betrafen, war das Oberkommando der Wehrmacht (OKW) mit dem Fahrzeug zufrieden und das endgültige Fahrzeug wurde als Typ 82 bezeichnet. Nachdem die ersten Wagen noch bis Ende Juni 1940 bei Porsche in Stuttgart hergestellt wurden, begann am 3. August 1940 die Serienproduktion im Volkswagenwerk. Die Karosserien baute VW nicht selbst, sondern sie wurden im Rohbau von Ambi-Budd aus Berlin zugeliefert und im VW-Werk lackiert. Da die Gießerei noch nicht betriebsfähig war, bezog VW die Gussteile von der Firma Rautenbach (Rautal-Werke GmbH) in Wernigerode.
Zur gleichen Zeit begann die Entwicklung einer Version mit Allradantrieb, des späteren Typs 87 Kommandeurswagen mit geschlossener Käfer-Karosserie.
Im Feld zeigten sich die Vorzüge des Typ 82: Bei seinem geringen Gewicht waren die 23,5 PS ausreichend, die der Motor mit 985 cm³ Hubraum leistete. Auch ohne Allradantrieb war er in der Lage, schwieriges Gelände zu durchfahren. Weitere Vorteile brachte die Luftkühlung, mit der der Wagen nicht auf Nachschub an Wasser und (im Winter) Frostschutzmitteln angewiesen war. Im Kriegsverlauf zeigte sich, dass er damit auch unter extremen klimatischen Bedingungen wie etwa in Nordafrika beim Afrikakorps oder im russischen Winter einsetzbar war. 1943 wurde der 985-cm³-Motor von einem stärkeren, für den Typ 166 Schwimmwagen weiterentwickelten 1131 cm³ großen Motor mit 24,5 PS abgelöst. Auf der Basis des Typs 82 wurden mehrere Varianten, Umbauten und Kombinationen einzelner Modelle entwickelt und gebaut, beispielsweise der Typ 92 Pritschenwagen, der Typ 174 Sturmboot mit VW-Motor und der Typ 287 Kommandowagen. Die Spitzengeschwindigkeit betrug ca. 80 km/h.
Die Fertigung des Kübelwagens endete am 10. April 1945; in den folgenden Tagen besetzten amerikanische Truppen das Werk, später übernahmen Briten.

## Aussehen
Der Typ 82 ist ein offener, kantiger Wagen mit Stoffverdeck und nach vorne umlegbarer Windschutzscheibe. Er hat vier Türen und bietet Platz für vier Personen. Das Reserverad liegt auf dem abfallenden Vorderwagen, in dem sich auch ein von innen zugängliches Fach für einen Benzinkanister befindet. Der Kofferraum liegt zwischen den Hintersitzen und dem Motorraum und ist von oben bzw. von vorne zugänglich. Die Sitze sind mit Federn bespannte Rohrgestelle mit einer Polsterauflage. An Instrumenten gibt es nur einen Geschwindigkeitsmesser und vier Anzeigeleuchten. Ab März 1943 wurde auf Fahrtrichtungsanzeiger, das zweite Rücklicht und auf den elektrischen Starter verzichtet. Der Innenraum zeigt keinerlei Verkleidungen oder sonstigen Luxus.
Am Typ 82 orientierte sich VW bei der Konstruktion des Ende der 1960er Jahre in Dienst der deutschen Bundeswehr gestellten VW Typ 181. Auch dieser Typ basierte auf einer zivilen Version,  dem VW 1302 und VW Karman-Ghia mit leicht abgeändertem Fahrwerk und einer speziell konstruierten militärischen Karosserie. Auf Grund fehlendem Sperrdifferentials war dasFahrzeug jedoch nicht geländegängig.

## Technik

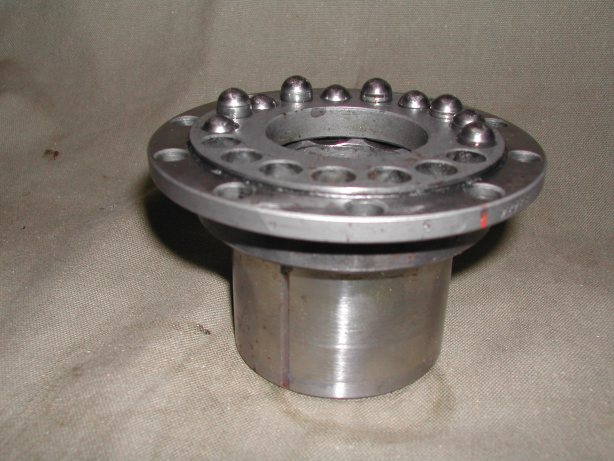
Mitnehmerscheibe, Gleitsteine und Kronenrad aus dem Sperrdifferential

- Luftgekühlter Vierzylinder-Viertakt-Boxermotor mit 985 cm³ und 23,5 PS (17 kW). Ab März 1943 mit 1.131 cm³ Hubraum und 25 PS (18 kW) Leistung, knapp hinter der Hinterachse liegend
- Unsynchronisiertes Vierganggetriebe, 1. und 2. Gang mit geradverzahnten Schieberädern (höhere Geräuschentwicklung, jedoch weniger Verlustleistung und höhere Stabilität), 3. und 4. Gang schrägverzahnt (leiser) mit Stiftschaltung
- Hinterradantrieb mit automatischem ZF B-70 Sperrdifferential mit Kronenrädern und Gleitsteinen
- Vorderachse: Einzelradaufhängung (Kurbellenkerachse, Vorderachskörper mit je zwei Kurbellenkern und Drehstabfederung mit Blattfederpaketen), Lenkung mit Spindel und Mutternsegment; die Mutter greift nur von oben in die Lenkspindel.
- Hinterachse: Portal-Pendelachse, geführt an Längslenkern mit querliegenden Drehstäben. Die Stirnradgetriebe (Z1:Z2 = 15:20) an den Rädern geben mehr Bodenfreiheit, höheres Raddrehmoment und geringere Geschwindigkeit.
- 6-Volt-Bordnetz mit Gleichstromlichtmaschine 130 Watt
- über Seilzüge ohne Längenausgleich betätigte Trommelbremsen an allen Rädern
- Höchstgeschwindigkeit ca. 80 km/h

## Bedeutung heute
Der VW Typ 82 stellt in vielen Filmen (so z. B. Indiana Jones und der letzte Kreuzzug) eines der Symbole für die deutsche Wehrmacht dar.

## VW Typ 82 im Museum
Im Heeresgeschichtlichen Museum in Wien befindet sich in der Dauerausstellung „Republik und Diktatur“ (Saal VII) ein Kübelwagen VW Typ 82, der während des Zweiten Weltkriegs in der deutschen Wehrmacht im Einsatz war. Der Wagen überstand den Krieg und trägt noch den originalen Anstrich. Ein Fahrzeug befindet sich in der Wehrtechnischen Studiensammlung Koblenz sowie im Deutschen Panzermuseum Munster.

## Galerie

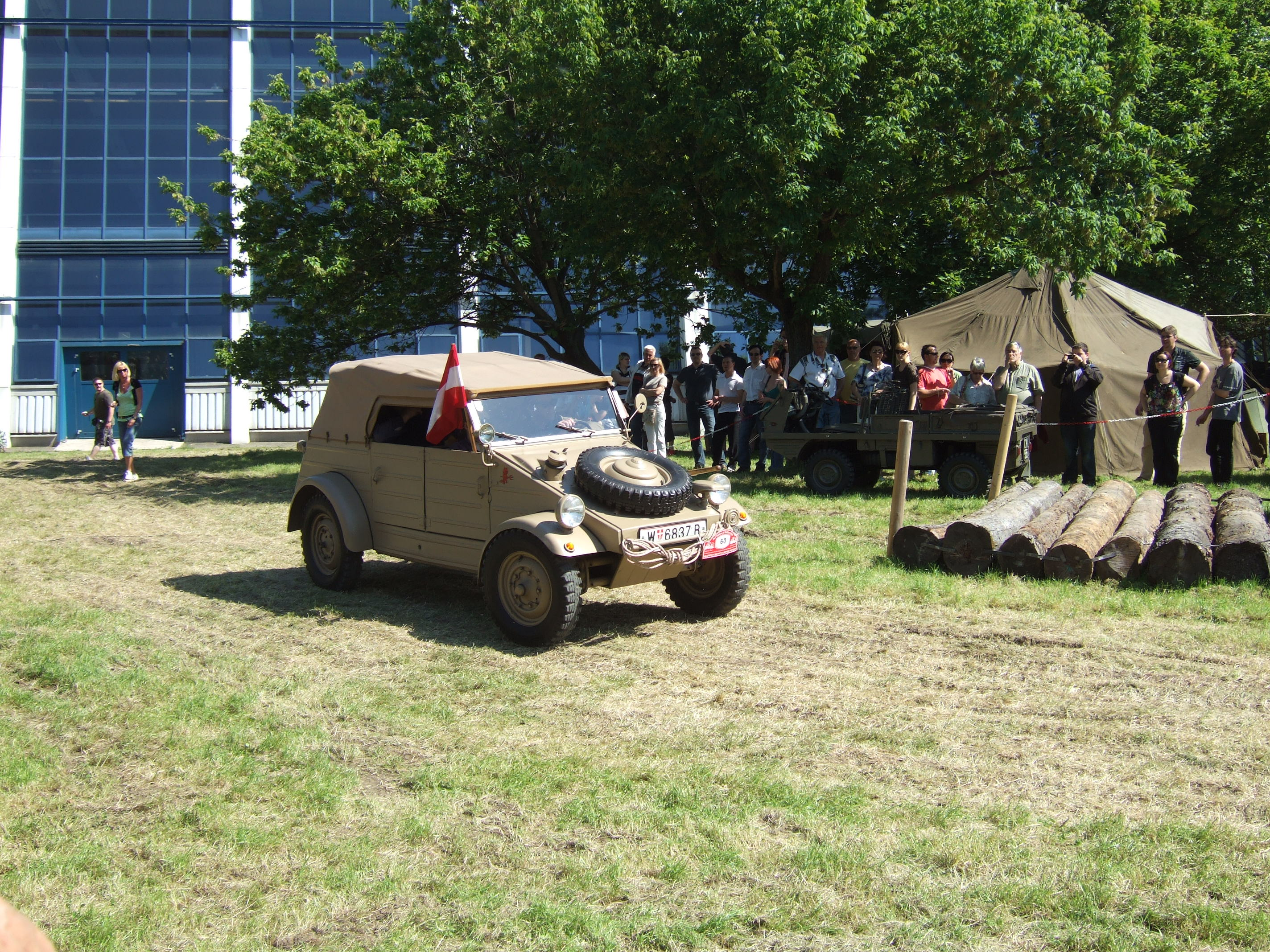
VW Typ 82 im Heeresgeschichtlichen Museum (Wien)
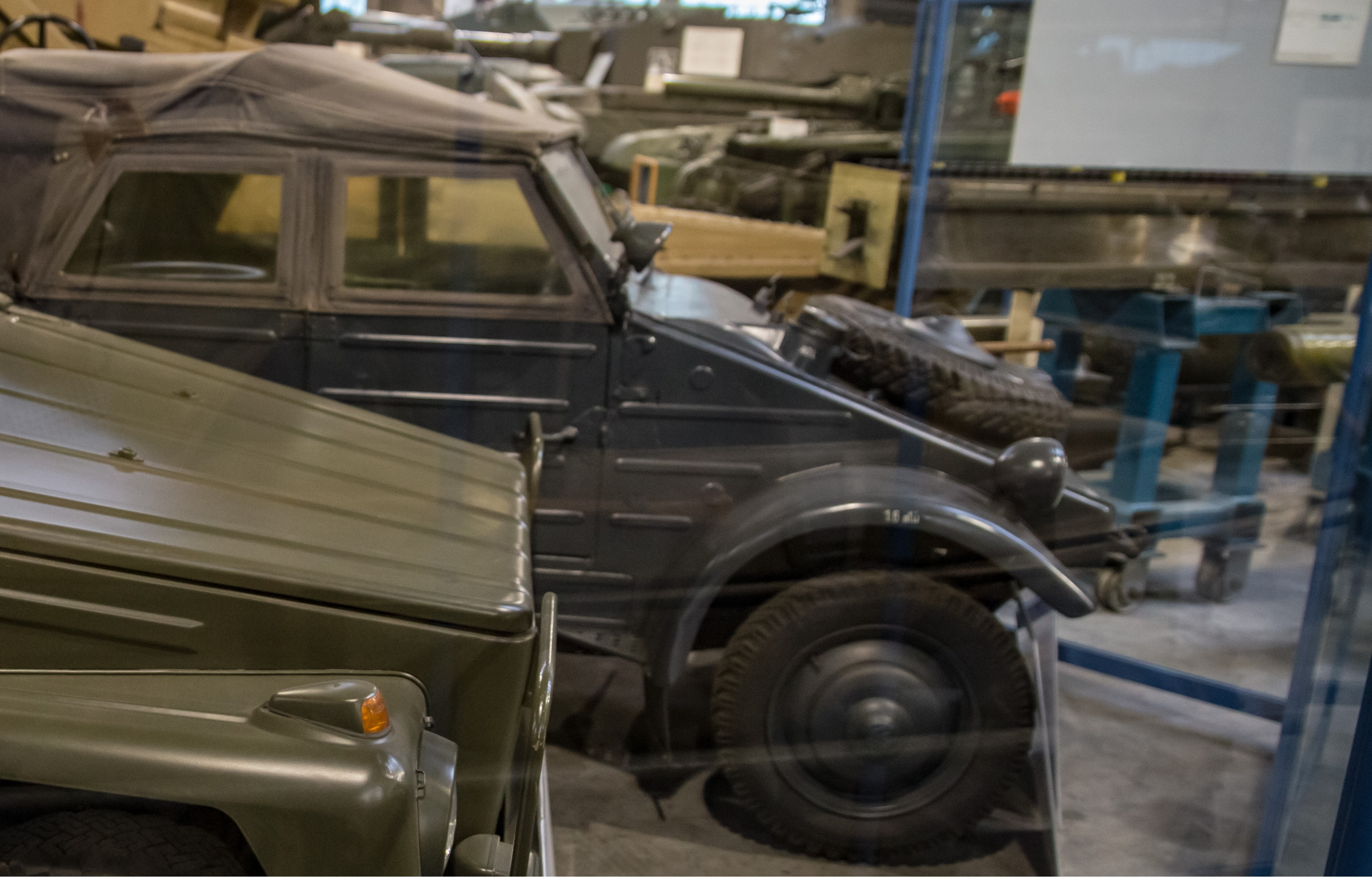
VW Typ 82 in der Wehrtechnischen Studiensammlung Koblenz
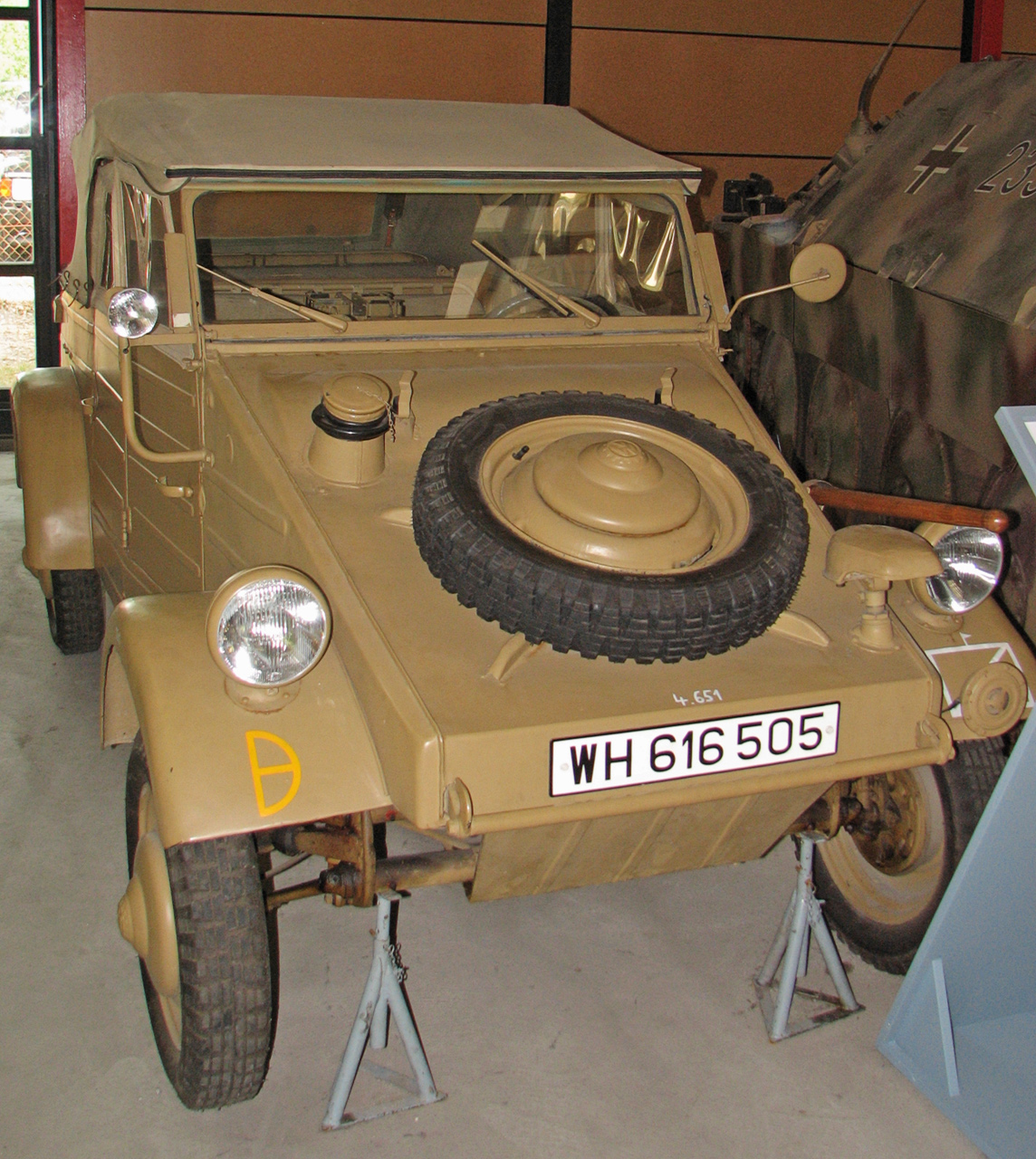
VW Typ 82 im Deutschen Panzermuseum Munster
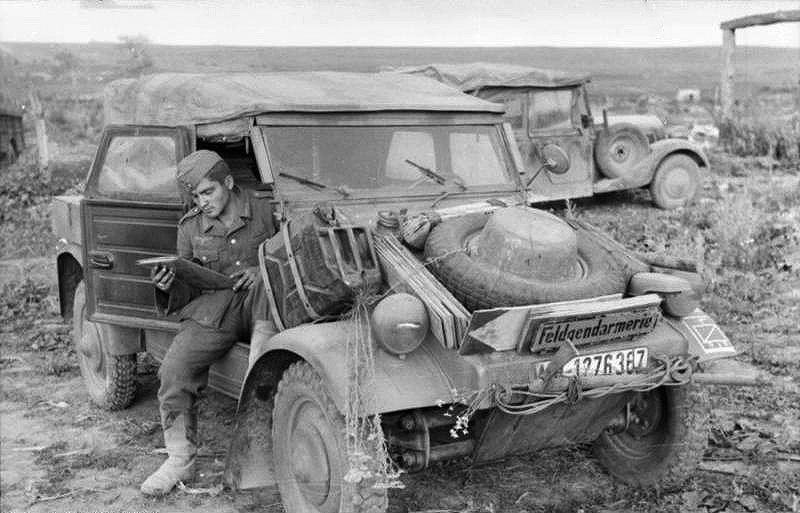
Kübelwagen im Einsatz für die Feldgendarmerie beim „Unternehmen Zitadelle“ im Juni 1943, Aufnahme der Propagandakompanie
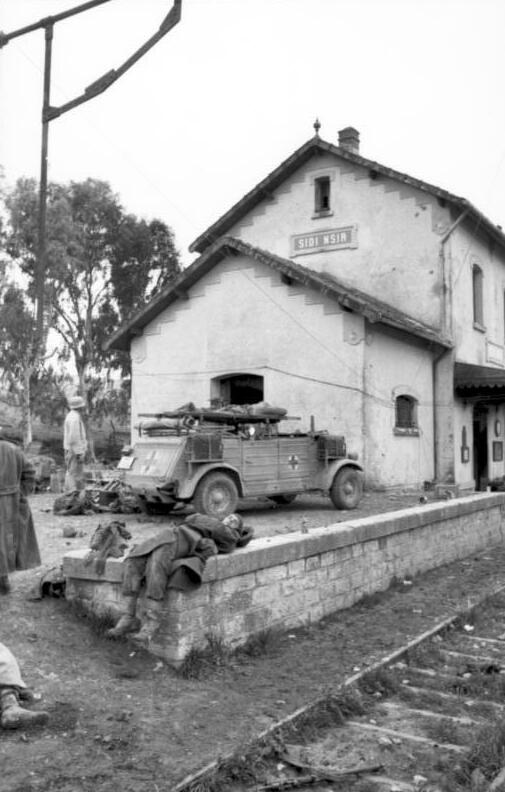
Sanitätskraftwagen Tunesien 1943